# ورزشگاه فور کره
ورزشگاه فور کَرِه یا اِستاد دُو فور کَرِه (فرانسوی: Stade du Fort Carré‎) یک ورزشگاه فوتبال و دو و میدانی در شهر آنتیب، فرانسه است.
این ورزشگاه که در سال ۱۹۱۲ تأسیس شده دارای ۴۰۰۰ نفر ظرفیت می‌باشد و یکی از ورزشگاه‌های جام جهانی فوتبال ۱۹۳۸ بوده است.